# Sauna2000
Sauna2000 — видеоигра, разрабатываемая командой 靄 Moya Horror японского независимого разработчика Амоса Сорри. Позиционируемая как «комедийный симулятор сауны», Sauna2000 представляет собой хоррор-игру с финским сеттингом.
Демоверсия игры была включена в сборник хоррор-игр 2020 года Haunted PS1 Demo Disc ирландского разработчика Бреогана Хакетта, что привело к запуску кампании на Kickstarter. Игра получила положительные отзывы за необычный сеттинг и ироничный тон, особенно со стороны финских критиков.

## Игровой процесс
Действие игры происходит летом 2000 года в небольшом финском городке Мухвиярви (фин. Muhvijärvi), расположенном на берегу озера. Игрок планирует провести летний отдых: попариться в сауне и выпить пива. Однако после того, как его автомобиль попадает в аварию с лосем, а летний домик оказывается разгромленным, игроку предстоит выполнить ряд заданий по восстановлению жилища и подготовке сауны. Игроки также могут заниматься другими видами досуга: употреблением алкоголя, стрельбой, рыбалкой и фотографированием природы. При этом все задачи необходимо завершить до захода солнца, поскольку после наступления темноты появляется дух, который преследует и убивает игрока.

## Разработка
Sauna2000 разрабатывается Амосом Сорри, финским разработчиком, проживающим в Токио. Идея создания игры пришла к Сорри после прохождения Control — видеоигры 2019 года от финского разработчика Remedy Entertainment, в которой присутствует недоступная для игрока сауна. Сорри разработал игру за полтора месяца — такой срок был установлен организаторами Haunted PS1 для включения проекта в сборник Demo Disc. После включения в Demo Disc 2020 года Сорри запустил кампанию на Kickstarter 23 июня 2020 года, которая достигла цели в следующем месяце.

## Отзывы
Демоверсия Sauna2000 получила положительные отзывы. Калум Фрейзер из издания Alpha Beta Gamer дал высокую оценку игре за необычно светлый тон хоррора, отметив уникальность сеттинга и яркость визуального оформления, а также высказав мнение, что для создания атмосферы страха не обязательны темнота и слабо освещенные коридоры. Игра получила особенно положительные отзывы финских критиков, которые проводили благоприятные сравнения с игрой My Summer Car — проектом с аналогично юмористическим подходом к изображению финской жизни. Самули Леппяля из финского издания Iltalehti заявил, что демоверсия «объединяет хоррор, юмор и атмосферу финской летней ночи в психоделический проект».
В сентябре 2022 года Сорри выпустил вторую демоверсию под названием Sauna2000 Autumn Night Prelude, описанную как «самостоятельное произведение, служащее введением к полной версии игры», с новым контентом, отличающимся от оригинальной демоверсии.